# Чабаненко Михайло Анатолійович
 Михайло Анатолійович Чабаненко — старший сержант Збройних Сил України, учасник російсько-української війни, що загинув під час російського вторгнення в Україну, Герой України з удостоєнням ордена «Золота Зірка» (2023, посмертно).

## Життєпис
Михайло Чабаненко народився 21 січня 1991 року на Звенигородщині. Понад сім років ніс військову службу в складі механізованого взводу 30-ої окремої механізованої бригади імені князя Костянтина Острозького. У серпні 2022 року відбив три штурми опорного пункту на Донеччині, забезпечивши знищення декількох десятків солдатів противника. Загинув 16 серпня 2022 року під час запеклого бою на Донеччині унаслідок інтенсивного артобстрілу. Чин прощання із загиблим пройшов 22 серпня 2022 року в Ярошівці Мокрокалигірської громади Звенигородського району Черкаської області. Ворожа куля потрапила йому в око.

## Вшанування пам'яті
11 червня 2024 року Черкаська міська рада перейменувала вулицю №12 на вулицю Михайла Чабаненка.

## Родина
У загиблого залишилася мати Валентина Чабаненко.

## Нагорода
- звання «Герой України» з удостоєнням ордена «Золота Зірка» (8 липня 2023, посмертно) — за особисту мужність і героїзм, виявлені у захисті державного суверенітету та територіальної цілісності України, самовіддане служіння Українському народові[6].